# Dediticii
Los dediticii (palabra latina, en singular, dediticius) en la Antigua Roma, originalmente eran las personas que habían hecho una deditio in fidem, una rendición incondicional a Roma. Como consecuencia, los romanos regulaban su estatus para toda la comunidad, perdiendo toda existencia política, pero usualmente, restableciendo su estatus anterior, antes de la rendición. La lex Aelia Sentia del año 4 creó una categoría de esclavos culpables de determinados delitos que eran libertos "con las mismas condiciones que el de los extranjeros que habían tenido una deditio. Si un esclavo era puesto en cautividad por su dueño como castigo, o lo marcaban o torturaban por un delito y lo condenaban, lo entregaban para luchar con bestias salvajes o lo enviaban a una escuela de gladiadores (ludus). Si puesto en confinamiento (custodia), y luego manumitido por su entonces propietario, o por otro propietario, simplemente adquiría el estatus de peregrinus dediticius, y ni siquiera obtenía los privilegios del ius Latinum. 
Así, durante el Imperio, los dediticii eran una de las tres clases de libertos. Eran una clase de personas que no eran esclavos, ni ciudadanos romanos (cives), ni tampoco latini (es decir, aquellos que tenían derechos latinos), al menos hasta los tiempos de Ulpiano.
Los dediticii eran percibidos como una amenaza para la sociedad, independientemente de si los castigos de su amo habían sido justos o no, y si se encontraban a menos de cien millas de Roma, volverían a estar sujetos a una nueva esclavitud. También fueron excluidos de la ciudadanía universal extendida a todos los habitantes del imperio que habían nacido libres por una de las disposiciones de la Constitutio Antoniniana.